# 我是卢武铉
《我是盧武鉉》（：／）是韩国的一部纪录片，以韩国已故前总统卢武铉为主人公，描述由支持率只有2%的倒数第一候选人，至最终成功成为总统第一候选人这一戏剧化过程。2017年，卢武铉昔日政治伙伴文在寅当选韩国总统后，卢武铉再次成为韩国社会关注的焦点。2017年5月25日，该片在上映当天吸引观众7.8737万人次，创下韩国电影史上纪录片首映票房之最。